# Sons de Korotkoff

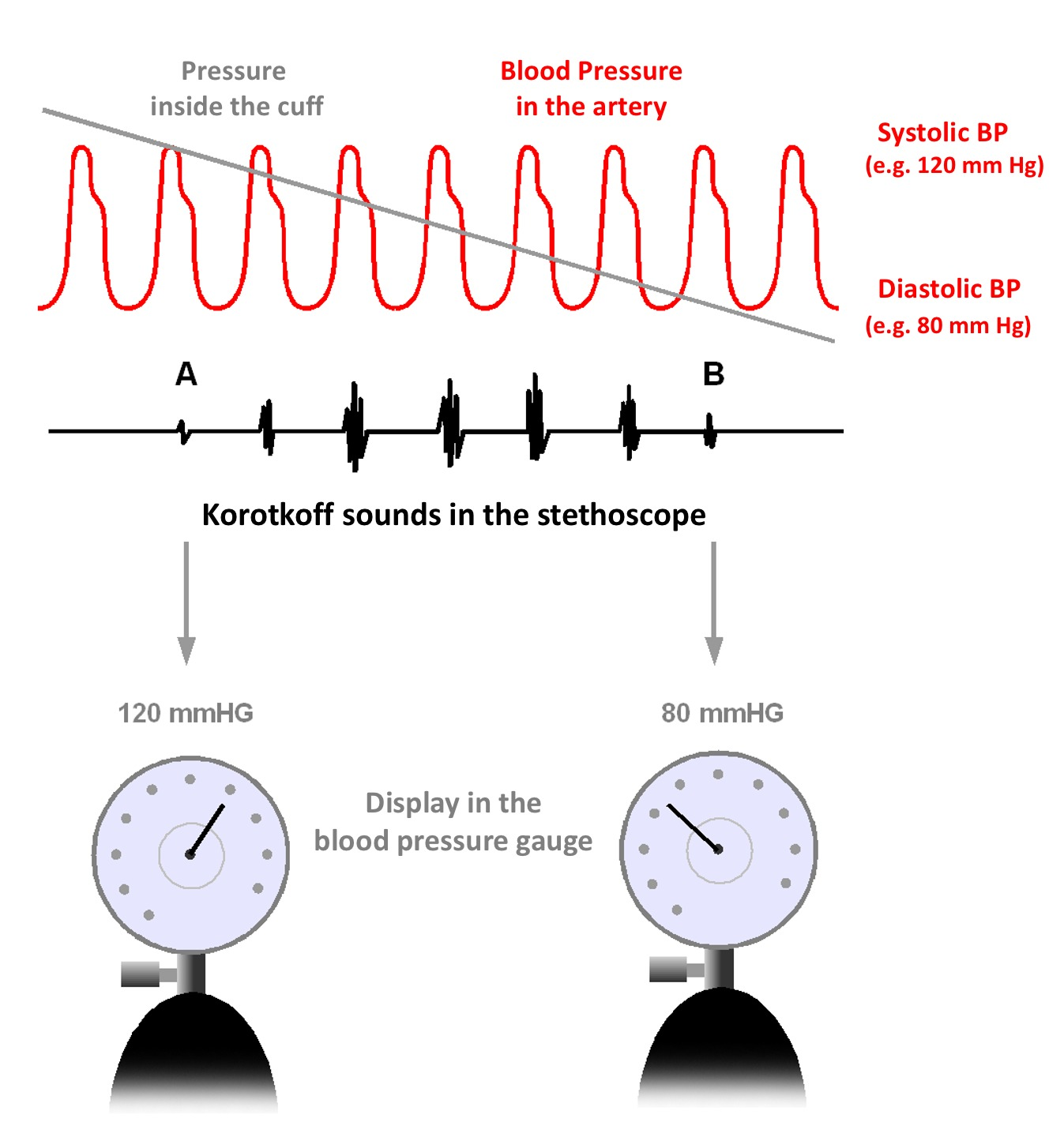
Mesura de la pressió arterial mitjançant el mètode auscultatori basat en el (primer) so de Korotkoff

Els sons de Korotkoff són els sons que el personal sanitari escolta quan pren la pressió arterial mitjançant un procediment no invasiu. Reben el nom de Nikolai Korotkov, un metge rus que els va descobrir l'any 1905, quan treballava a l'Acadèmia Imperial de Medicina de Sant Petersburg, a l'Imperi Rus.

## Descripció
Els sons que s'escolten durant la mesura de la pressió arterial no són els mateixos que els del cor que es deuen a vibracions dins dels ventricles que s'associen amb el tancament de les vàlvules. Si es col·loca un estetoscopi sobre l'artèria braquial a la fossa antecubital en una persona normal (sense malaltia arterial), no s'ha d'auscultar cap so. A mesura que el cor batega, aquests polsos es transmeten sense problemes a través del flux sanguini laminar (no turbulent) per les artèries i no es produeix cap so. De la mateixa manera, si el braçal d'un esfigmomanòmetre es col·loca al voltant del braç d'un pacient i s'infla a una pressió per sobre de la seva pressió arterial sistòlica, tampoc hi haurà so audible. Això es deu al fet que la pressió al braçal és prou alta com per taponar completament el flux sanguini. Això és similar al que passa quan pincem un tub o canonada flexible amb fluid aturant-ne el seu fluxe.
Si la pressió es redueix a un nivell igual al de la pressió arterial sistòlica del pacient, s'escoltarà el primer so de Korotkoff. Com que la pressió al braç és la mateixa que la pressió produïda pel cor, una mica de sang podrà passar per la part superior del braç quan la pressió de l'artèria augmenta durant la sístole. Aquesta sang flueix a raigs a mesura que la pressió de l'artèria augmenta per sobre de la pressió del braçal i després torna a baixar, donant lloc a turbulències que produeixen un so audible.
A mesura que es deixa caure encara més la pressió del braçal, es continuen escoltant batecs mentre la pressió del braçal estigui entre les pressions sistòlica i diastòlica, ja que la pressió arterial continua augmentant per sobre i baixant de nou per sota de la pressió del braçal.
Finalment, a mesura que la pressió al puny baixa encara més, els sons canvien de qualitat, després es silencien i finalment desapareixen del tot. Això es produeix perquè, a mesura que la pressió del braçal baixa per sota de la pressió arterial diastòlica, el braçal ja no limita cap restricció al flux sanguini, permetent que el flux sanguini torni a ser suau sense turbulències i, per tant, no produeixi més so audible.

## Els cinc sons de Korotkoff
Hi ha cinc sons de Korotkoff:
1. Fase I: la primera aparició de sons febles, repetitius i clars que augmenten d'intensitat durant almenys dos batecs consecutius és la pressió arterial sistòlica.
2. Fase II: pot passar un breu període durant el qual els sons s'atenuen i adquireixen una qualitat de xiulada.
3. Fase III: El retorn de sons més aguts, que es tornen més nítids per recuperar, o fins i tot superar, la intensitat dels sons de la Fase I.
4. Fase IV: l'amortització brusca dels sons, que es tornen suaus i de qualitat.
5. Fase V: el punt en què finalment tots els sons desapareixen completament és la pressió diastòlica.

El segon i el tercer sons de Korotkoff no tenen significació clínica coneguda.
En alguns pacients, els sons poden desaparèixer completament durant un curt període entre la fase II i III, que es coneix com a bretxa auscultadora.

## Pressió arterial sistòlica i diastòlica
Tradicionalment, la pressió arterial sistòlica s'entén com la pressió a la qual s'escolta per primera vegada el primer so de Korotkoff i la pressió arterial diastòlica és la pressió a la qual el quart so de Korotkoff amb prou feines és audible. Tanmateix, recentment hi ha hagut un moviment cap a l'ús del cinquè so Korotkoff (és a dir, el silenci) com a pressió arterial diastòlica, ja que s'ha considerat que és més reproduïble.
Per a pediatria, hi ha hagut controvèrsia sobre si s'ha d'utilitzar l'auscultació del quart o cinquè so de Korotkoff com a indicador de la pressió diastòlica. Les guies de pràctica clínica actuals recomanen utilitzar el cinquè so Korotkoff (però si no es pot detectar, utilitzar el quart).
La mitjana de temps del primer so de Korotkoff representa un marcador de pressió fiable de la sístole del cor. La mitjana de temps del quart so de Korotkoff representa un marcador de pressió fiable de la diàstole del cor.